# Plectrurus
Plectrurus – rodzaj węży z rodziny tarczogonowatych (Uropeltidae).

## Zasięg występowania
Rodzaj obejmuje gatunki występujące endemicznie w Indiach.

## Systematyka

### Etymologia
Plectrurus: gr. πληκτρον plēktron „żądło, ostroga”; ουρα oura „ogon”.

### Podział systematyczny
Do rodzaju należą następujące gatunki:
- Plectrurus aureus Beddome, 1880
- Plectrurus guentheri Beddome, 1863
- Plectrurus perroteti Duméril, Bibron & Duméril, 1854